# Muesonia venus
Muesonia venus är en stekelart som beskrevs av Michael J. Sharkey och Robert A.Wharton 1994. Muesonia venus ingår i släktet Muesonia och familjen bracksteklar. Inga underarter finns listade i Catalogue of Life.